# 万佛湖镇
万佛湖镇，是中华人民共和国安徽省六安市舒城县下辖的一个乡镇级行政单位。

## 行政区划
万佛湖镇下辖以下地区：
街道社区、汪湾村、邵院村、友谊村、廖冲村、范店村、高潮村、蔡塘村、独山村、长岗村、沃子村、闸口村、九井村、大塘村、羊山村、白畈村、梅岭村、白六村、荷花村和龙河村。